# 230 T Est B 684 à B 733
Les locomotives 230 T Est B 684 à B 733 étaient des locomotives-tender de type Ten wheel de la Compagnie des chemins de fer de l'Est. 

## Genèse
Dans le but d'améliorer la tenue de voie et la pratique de vitesses plus élevées pour assurer des trains omnibus la Compagnie des chemins de fer de l'Est décida de la transformation en 230 T de 50 machines de type Série 8 : 031 T Est 613 à 742. Cette transformation a été effectuée entre 1899 et 1901 par les ateliers de la Compagnie des chemins de fer de l'Est à Épernay. Elles prendront les numéros : B 684 à B 733 avec le B signifiant « Banlieue ».

## Description
Les travaux de transformations portent sur l'ajout d'un bogie avant de type « Alsacien » à longerons extérieurs à la place du premier essieu moteur, il avait un déplacement de ±45 mm. L'essieu porteur arrière est remplacé par un essieu moteur et se trouve à 2,60 m du second essieu moteur, ce qui impose de longues bielles d'accouplement.

## Utilisation et Services
Basées au dépôts de Paris-la Villette et de Noisy-le-Sec elles firent montre d'un bon service, où en plus de leur service de banlieue, elles assurèrent un service omnibus vers Gretz et Longueville. Elles se montrèrent supérieures aux 031 T Est 613 à 742 d'origine et aux 131 T Est V 613 à V 666 qui apparurent pourtant plus tard. Ceci s'explique par le fait que les locomotives d'origine faisaient partie de la deuxième série plus performantes dès le départ.
Cependant la dissymétrie de leur train de roues les empêchait de courir aussi vite en marche arrière qu'en marche avant ce qui obligeait le plus souvent à les tourner aux terminus; opération gênante pour le service de banlieue qui se doit d'être rapide.
Lors de la création de la SNCF, au 1er janvier 1938, il restait 21 machines qui furent immatriculées : 1-230 TA entre 684 et 733.
Si pendant la Seconde Guerre mondiale elles ne connurent pas de changement de service dès 1946 elles émigrèrent vers les dépôts de Nancy, Épinal, Saint-Dizier et Châlons-sur-Marne pour y assurer un service de trains secondaires jusqu'à la fin de leur carrière qui intervient dans les années 1950.

## Caractéristiques
- Pression de la chaudière : 12 bar (1,2 MPa)
- Surface de grille : 2,26 m2
- Surface de chauffe : 110,3 m2
- Diamètre et course des cylindres : 460 et 600 mm
- Diamètre des roues du bogie : 850 mm
- Diamètre des roues motrices : 1 560 mm
- Capacité des soutes à eau : 5,2 m3
- Capacité de la soute à charbon : 3 t
- Masse à vide : 54 t
- Masse en ordre de marche : 67,5 t
- Masse adhérente : 49,5 t
- Longueur hors tout : 11,45 m
- Vitesse maxi en service : 90 km/h